# Christian Ernst Wünsch
Christian Ernst Wünsch (* 31. Oktober 1744 in Hohenstein; † 28. Mai 1828 in Frankfurt an der Oder) war ein deutscher Mathematiker und Physiker.

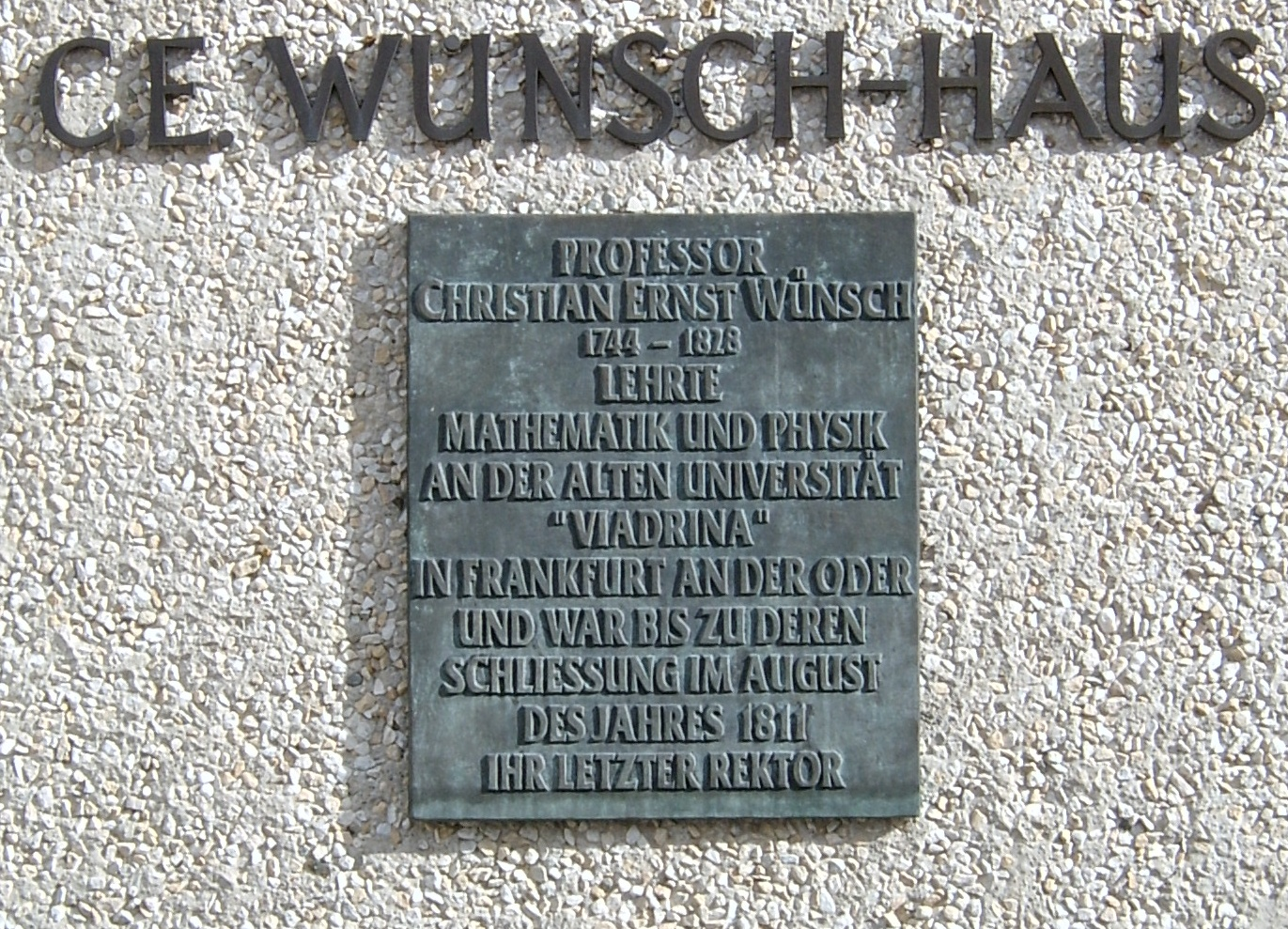
Gedenktafel für Christian Ernst Wünsch im Studentendorf Mühlenweg in Frankfurt an der Oder

Christian Ernst Wünsch studierte in Leipzig bei Samuel Friedrich Nathanael Morus Medizin und Philosophie. 1784 wurde er zum Professor für Mathematik und Physik an die Brandenburgische Universität Frankfurt berufen, wo er Mitglied der Freimaurerloge Zum aufrichtigen Herzen wurde. Er war 1811 der letzte Rektor der Universität und musste deren Überführung nach Breslau regeln.
Seine Farbenlehre, die davon ausging, dass aus den drei Grundfarben: Rot, Gelb und Blau durch Mischung alle übrigen Farben erzeugt werden können, führte zu einer polemischen Auseinandersetzung mit Johann Wolfgang von Goethe.
Sein Sohn war der Berliner Jurist Karl Wünsch.

## Schriften
- Des Herrn von Rosnay Naturlehre für das schöne Geschlechte : Mit einem Kupfer. Leipzig 1774 (Digitalisat).
- De Auris Humanae Proprietatibus Et Vitiis Quibusdam. Leipzig 1777 (Diss.) (Digitalisat).
- Neue Theorie von der Atmosphäre und Höhenmessung mit Barometer. Leipzig 1782 (Digitalisat).
- Horus oder Astrognostisches Endurtheil über die Offenbarung Johannis und über die Weissagungen auf den Messias wie auch über Jesum und seine Jünger. 1783 (Digitalisat).
- Kosmologische Unterhaltungen für junge Freunde der Naturerkenntniß. Leipzig.
  - Bd. 1: Von den Himmelskörpern. 1791 (Digitalisat).
  - Bd. 2: Von den Eigenschaften der irdischen Körper und den Naturbegebenheiten auf Erden. 1794 (Digitalisat).
- Versuche und Beobachtungen über die Farben des Lichtes ... Leipzig.
  - Bd. 1: Über die Kultur und äußerliche Bildung desselben. 1796 (Digitalisat).
  - Bd. 2: Von der Struktur und Bestimmung der vornehmsten Theile des menschlichen Körpers. 1798 (Digitalisat).
- Lucifer oder Nachtrag zu den bisher angestellten Untersuchungen der Erdatmosphäre. Leipzig 1802 (Digitalisat).
- Esoterika. Zerbst 1817
  - Bd. 1 (Digitalisat).
  - Bd. 2 (Digitalisat).